# Coeliades
Coeliades är ett släkte av fjärilar. Coeliades ingår i familjen tjockhuvuden.

## Bildgalleri

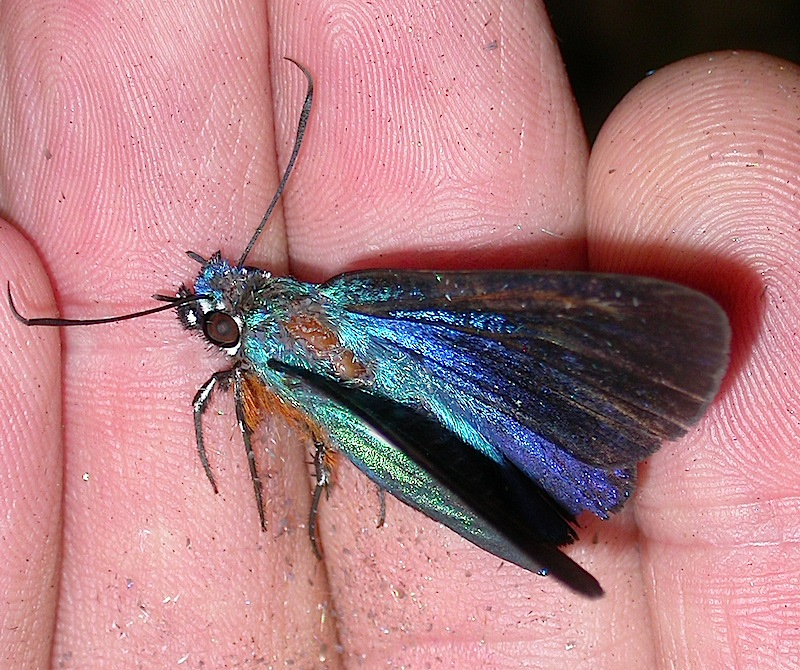
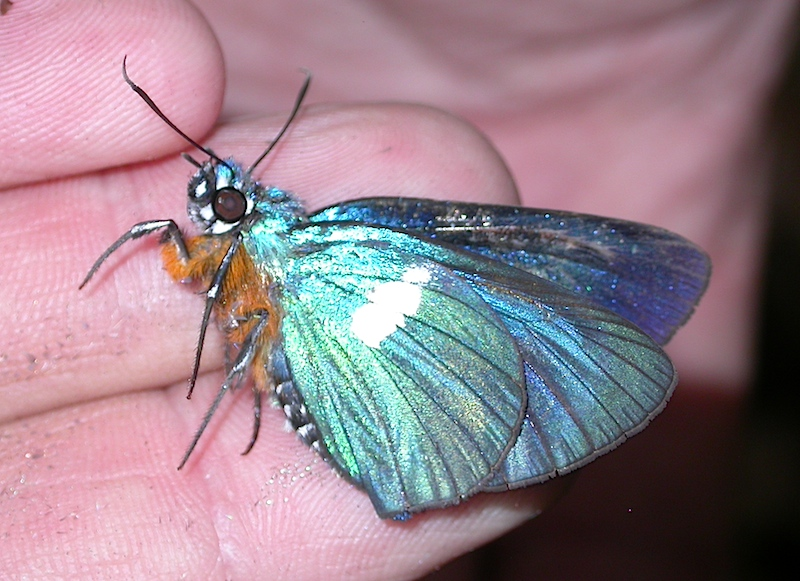

## Dottertaxa tillCoeliades, i alfabetisk ordning[1]
- Coeliades aeschylus
- Coeliades anchises
- Coeliades andonginis
- Coeliades arbogastes
- Coeliades bixana
- Coeliades bocagii
- Coeliades brussauxi
- Coeliades chalybe
- Coeliades comorana
- Coeliades ernesti
- Coeliades fervida
- Coeliades fidia
- Coeliades forestan
- Coeliades hanno
- Coeliades immaculata
- Coeliades jucunda
- Coeliades keithloa
- Coeliades kenya
- Coeliades libeon
- Coeliades lorenzo
- Coeliades margarita
- Coeliades menelik
- Coeliades merua
- Coeliades necho
- Coeliades pansa
- Coeliades pisistratus
- Coeliades rama
- Coeliades ramanatek
- Coeliades sejuncta
- Coeliades stella
- Coeliades tancred
- Coeliades taranis
- Coeliades tripunctata
- Coeliades unicolor
- Coeliades valmaran